# Verbena gracilis
Verbena gracilis — вид трав'янистих рослин родини Вербенові (Verbenaceae), поширений на півдні США й у Мексиці.

## Опис
Багаторічна рослина зі стрижневим коренем. Стебла 1–3 від основи, часто дуже розгалужені проксимально, розпростерті або висхідні 10–25 см, волосисті, зі щетинистими волосками. Листки від яйцюватих до яйцювато-ланцетних у контурі, перисто-лопатеві або глибоко зубчасті, прикореневі й нижні стеблові листки стійкі, листки середини стебла 5–15(25) мм × 3–12 мм; черешки 1–3 мм. Плодові колоси 1–3(5) від проксимальних гілок, плоди стають віддаленими проксимально, але зазвичай залишаються дещо компактними, 3–10(15) см; квіткові приквітки лінійно-ланцетні, вузьколанцетні, 3–5 (до 8 проксимально) мм, довші за чашечки. Чашечки 2–2.5 мм, волосаті. Віночки від пурпурних до рожевих, трубки 3–3.5 мм, на 0.5–1 мм довше чашечки. Горішки легко відокремлюються при дозріванні, 1.5–1.8 мм.

## Поширення
Поширений на півдні США й у Мексиці.
Населяє скелясті схили, осипи, дно каньйону, трав'яні рівнини, доріжки, заплави та тераси, краї озер, прибережні рідколісся, пустельні луки, колючі чагарники, соснові, сосново-дубові, дуб-ялівець, дубово-мансанітні рідколісся; 1000–1700(2500) м н.р.м. у США (Аризона, Нью-Мексико, Техас) й на всій території Мексики.